# John-Lennon-Mauer

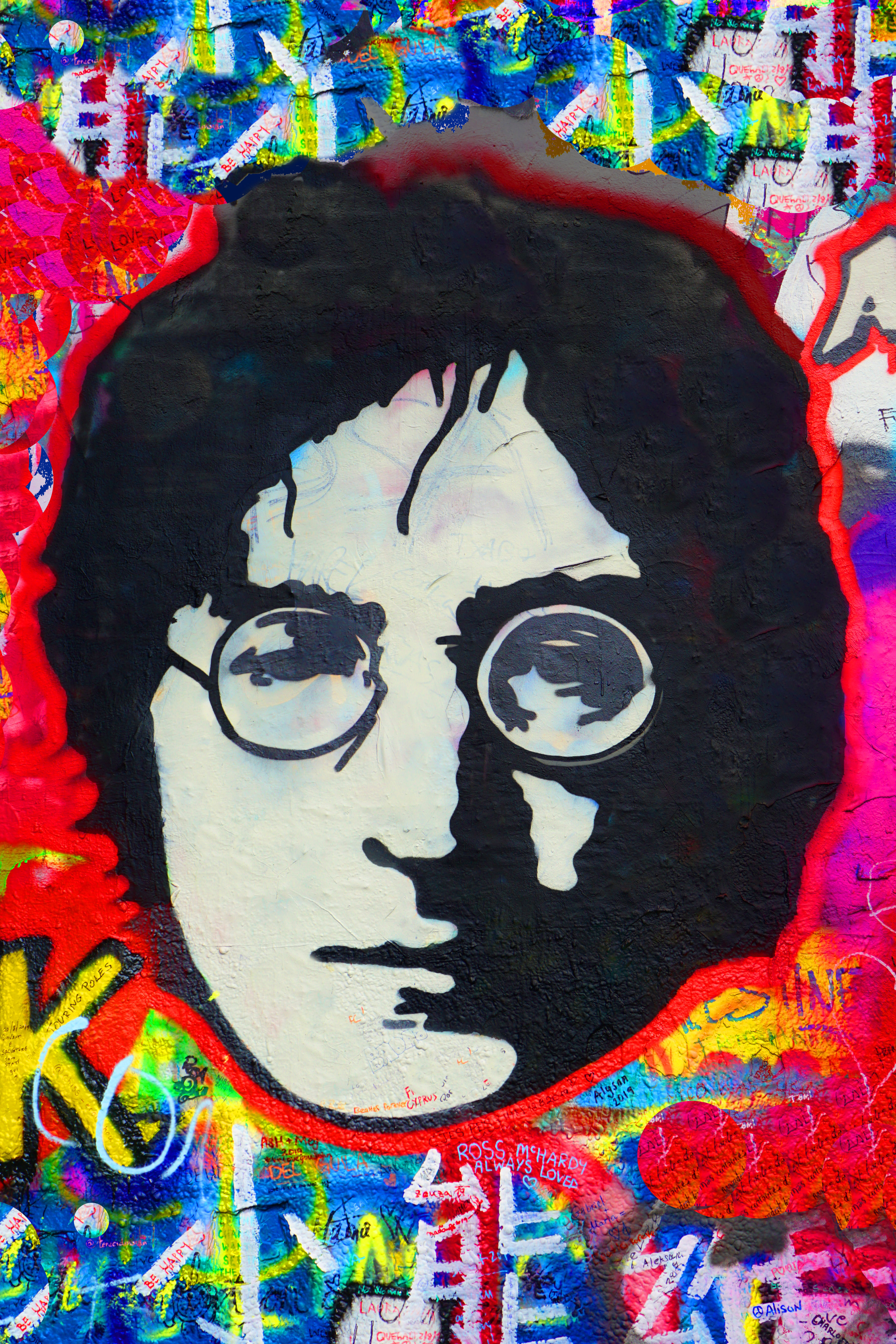
Streetart-Bild von John Lennon, August 2019

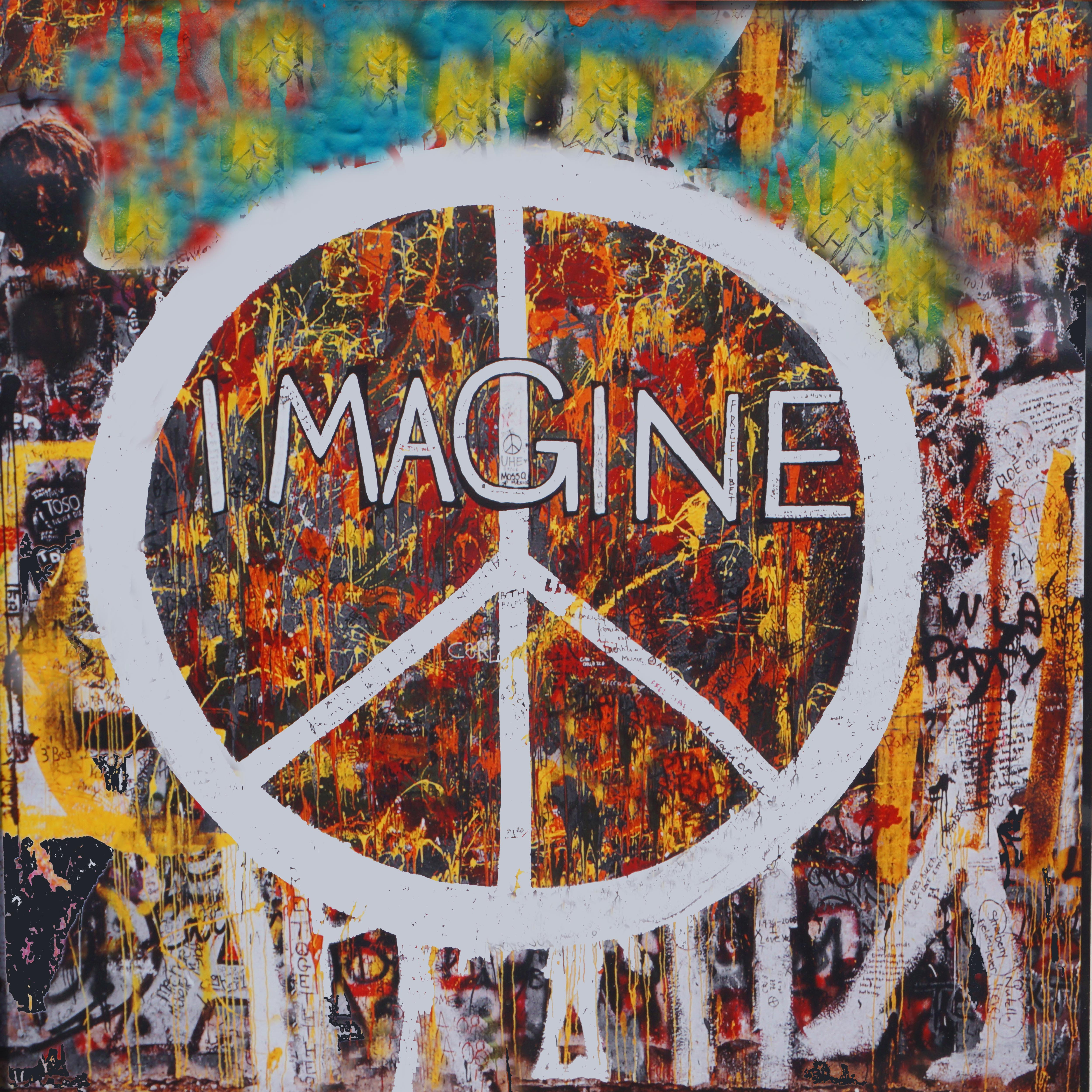
Friedenssymbol mit Imagine-Schriftzug nach dem Lennon-Song

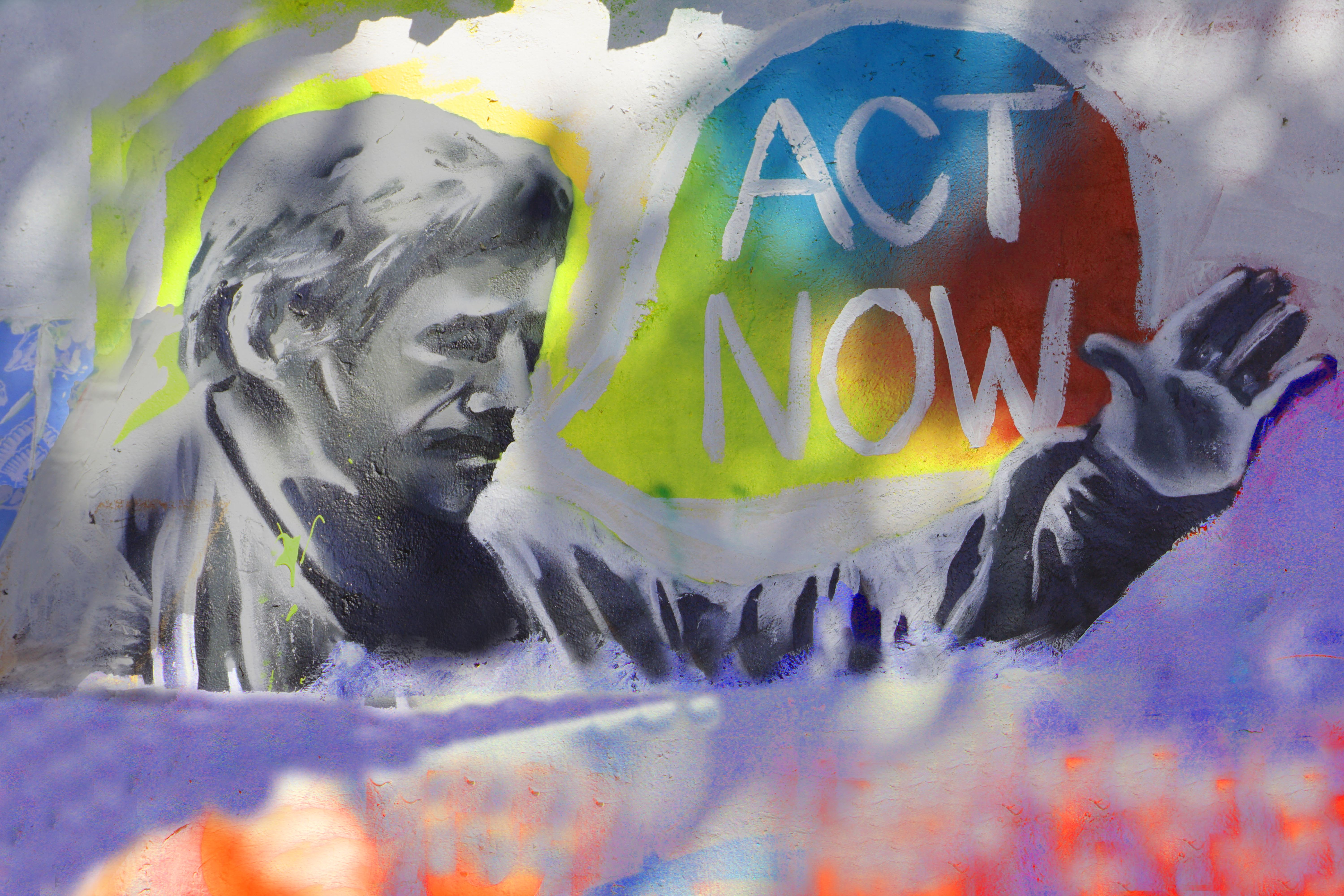
Aufforderung zur Aktion Act now, August 2019

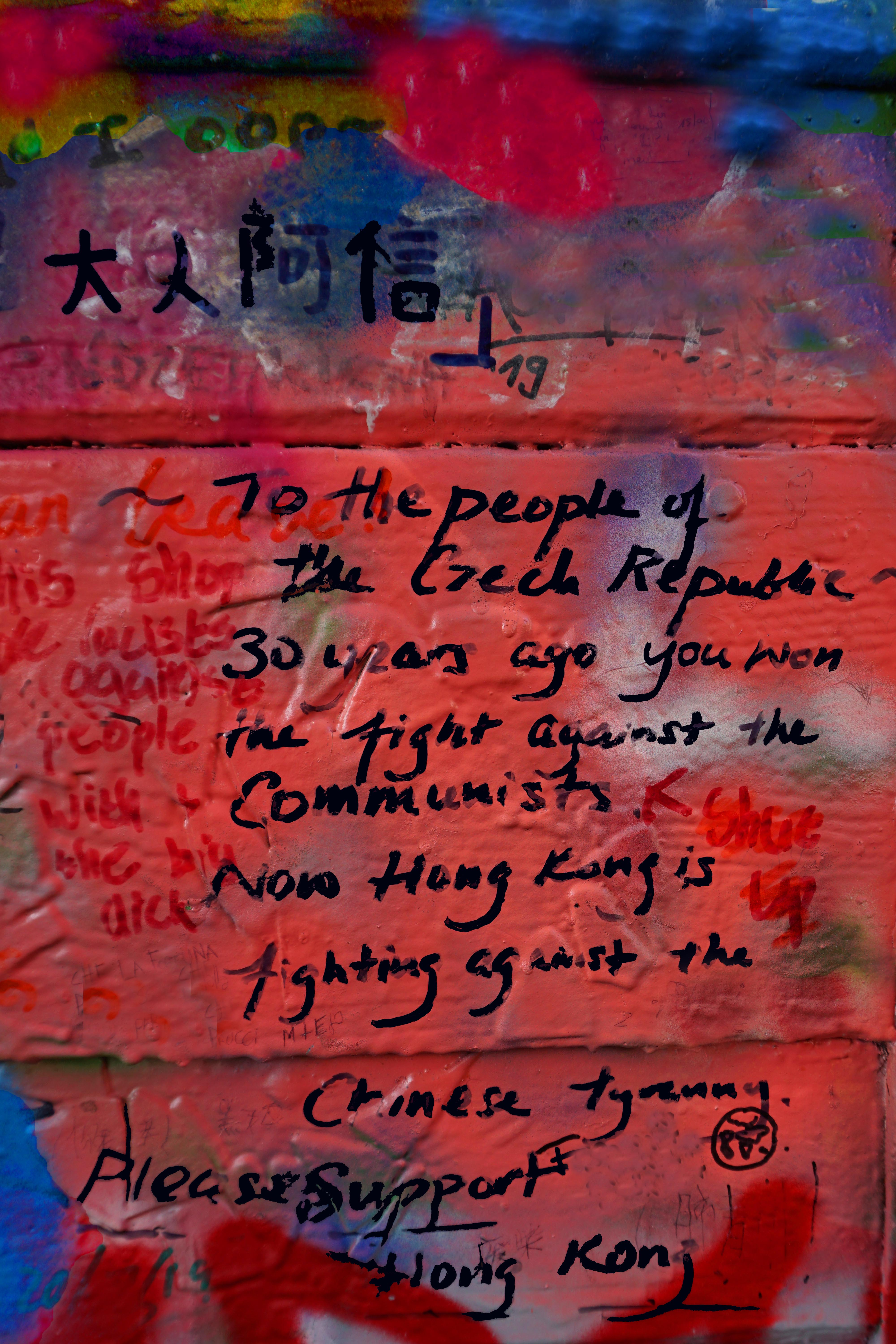
Botschaft von Hongkonger Bürgern an die Menschen von Tschechien

Ansicht der Wand im Juni 2010

Ansicht der Wand im Mai 2015

Ansicht der Wand im November 2018

Die John-Lennon-Mauer ist eine Streetart- und Graffiti-Wand in Prag, die seit den 1960er Jahren mit Liebesgedichten und politischen Botschaften beschrieben und seit den 1980er Jahren mit von John Lennon inspirierter Streetart und Teilen von John-Lennon- und Beatles-Liedtexten, bemalt wird.
Die Wand gehört dem Malteserorden, der die Graffiti inzwischen erlaubt hat, und steht in der Velkopřevorské náměstí, einer Straße der Prager Kleinseite.
Auf einem kleinen und abgelegenen Platz gegenüber der Französischen Botschaft gelegen, wurde die Wand seit den 1960er Jahren mit Liebesgedichten, kurzen Botschaften gegen das kommunistische Regime und die russische Okkupation beschrieben. Ihre erste Ausschmückung erhielt sie in Verbindung mit John Lennon, einem Symbol für Freiheit, westliche Kultur und politischen Kampf, nach der Ermordung von John Lennon, als ein unbekannter Künstler ein einzelnes Bild des Singer-Songwriters und einige Texte malte.
In den 1970er Jahren erschienen dort Nachrichten für den prominenten Schauspieler Jan Werich, der unweit davon wohnte und dem es von den Kommunisten verboten wurde zu arbeiten. Der entscheidende Moment kam im Dezember 1980, als die Mauer zu einem symbolischen Grabstein für den ermordeten John Lennon wurde. Der Todestag Lennons, der 8. Dezember, wurde zum Tag inoffizieller Begegnungen, die sich immer mehr zu Protesten gegen das Regime verwandelten. Politische Repressionen, gewalttätige polizeiliche Unterdrückungen der Demonstrationen und Überstreichen mit grüner Farbe halfen nichts. Botschaften über Frieden, Liebe und Freiheit erschienen immer wieder und dieser Ort gewann allmählich an inoffizieller Berühmtheit.
Lennon nahm 1969 das Friedenslied Give Peace a Chance auf, indem er das Establishment anprangert und aufruft, dem Frieden doch endlich eine Chance zu geben. Nach der Auflösung der Beatles im Jahr 1970 wandte sich Lennon künstlerisch neuen Ufern zu. Der erste Schritt dahin war eine Plakat- und Posterkampagne unter dem Motto „War is over“. Es folgten die politisch motivierte Single Power to the People und der weltweit erfolgreiche Titel Imagine, in dem Lennon die Vision von einer besseren und gerechteren Welt besingt. Fortan nahm John Lennon mit seiner japanischen Frau Yoko Ono politische Protestlieder auf.
In der Nacht des 8. Dezember 1980 wurde John Lennon, inzwischen eine der Ikonen der Friedensbewegung, in New York erschossen. Überall auf der Welt trauerten tausende Menschen um den Musiker und Friedensaktivisten. Auch im kommunistischen Prag, wo Unbekannte an der Außenmauer des Malteserordens ein Porträt John Lennons zeichneten und ein paar Gedenkkerzen darunter aufstellten. Der Ort war bewusst gewählt und schon in den 1970er Jahren eine Stätte des Protests gegen den repressiven Staat. Darum nannte man sie auch seitdem Zeď nářků (deutsch: die Klagemauer). Schon kurz darauf wurden weitere Kerzen aufgestellt und auf die Mauer Liedzitate Lennons geschrieben, zu denen sich bald regimekritische Parolen gesellten. Da war der Punkt für die Obrigkeit erreicht, einzugreifen, zumal sich das Ganze in unmittelbarer Nähe der Botschaft eines westlichen Landes abspielte, vor dem man sich keine Blöße geben durfte. Nun begann ein Katz- und Mausspiel: die Verwaltung ließ die Mauer immer wieder weiß übertünchen und kurze Zeit darauf waren die Parolen und Bilder wieder da.
Im Jahr 1988 führte die Wand zu einem Konflikt zwischen einigen jungen Tschechen und der kommunistischen Regierung Gustáv Husáks. Jugendliche beschrieben die Mauer mit Beschwerden über die Regierung. Dies führte zu einem Zusammenstoß zwischen Hunderten von Studenten und Sicherheitspolizisten auf der Karlsbrücke. Die Bewegung dieser Studenten wurde in der Folge als Lennonismus bezeichnet. Die Regierung sprach von Alkoholikern, Geisteskranken, Soziopathen und westlichen Agenten.
Die Wand wird ständig neu bemalt und das originale Porträt John Lennons ist längst unter mehreren Schichten neuer Farbe verschwunden. Auch als die Wand von der Obrigkeit neu gestrichen worden war, war sie nach zwei Tagen wieder voll von Gedichten und Blumen. Heute steht die Wand für die Ideale der Jugend wie Liebe und Frieden.
Am 17. November 2014, dem 25. Jahrestag der tschechischen Samtenen Revolution, wurde die Mauer von einer Gruppe von Kunststudenten in reinem Weiß übermalt, sodass nur der Text „Wall is over“ (‚Mauer ist vorbei‘) übrig blieb. Der Malteserorden erstattete zunächst eine Strafanzeige wegen Vandalismus gegen die Streetart-Gruppe von Kunststudenten mit Namen Pražská služba, die sie später nach Kontaktaufnahme zurückzog. Das Wandgemälde war am 23. Juli 2017 immer noch da, aber das „Wall is over“ wurde in „War is over“ (‚Krieg ist vorbei‘), einer Friedenskampagne Lennons aus dem Jahr 1969, geändert.
Am 22. April 2019, dem Tag der Erde, hat die Aktionsgruppe Extinction Rebellion die gesamte Wand mit Slogans neu bemalt, die von der tschechischen Regierung Maßnahmen zum Klimawandel fordern. „KLIMATICKÁ NOUZE“ wurde in großen Blockbuchstaben gemalt, was in tschechischer Sprache „Klimanotstand“ bedeutet. Die Mitglieder der Öffentlichkeit wurden ermutigt, ihre eigenen Botschaften während des Prozesses hinzuzufügen, was dazu führte, dass die Aufrufe zum Handeln in mehreren Sprachen gemalt wurden. Auch ein riesiges Bild eines Totenkopfes wurde gemalt. Der Neuanstrich wurde so durchgeführt, dass einige der bestehenden Kunstwerke auf der neuen Wand eingebettet wurden.
Im Juli 2019 malten Künstler ein Mahnmal an die Wand für den Hongkonger Demokratieaktivisten Marco Leung Ling-kit, der als Märtyrer und Symbol der Hoffnung für die Protestbewegung gegen das Auslieferungsgesetz 2019 bekannt wurde. Das Bild an der Wand zeigt den gelben Regenmantel, den er während des Fahnenabwurfs trug, der schließlich zum Sturz vom Gebäude führte, zusammen mit einigen Worten der Solidarität: „Hongkong, Add oil“. Was ein Hongkonger Ausdruck zur Ermutigung und Unterstützung einer Person ist.
Im Oktober 2019 begann der Malteserorden zusammen mit Prag 1 mit der Rekonstruktion der Lennon-Mauer, die bis November andauerte. Sie reagierten damit auf die jüngste Situation des Vandalismus an der Mauer und ihrer Umgebung, die mit dem übertriebenen Tourismus verbunden war, der in diesem Sommer unerträglich wurde. Der Ort sollte seine respektable Form zurückgewinnen, die anlässlich des 30. Jahrestages der Samtenen Revolution im November als Freiluftgalerie mit neuen Regeln eingeführt werden sollt. Am 7. November 2019 wurde das neue Erscheinungsbild der Lennon Mauer verwirklicht und der Öffentlichkeit vorgestellt. Über 30 tschechische und ausländische professionelle Künstler, die von dem tschechischen Designer Pavel Šťastný zusammengebracht wurden, haben die Mauer bemalt. Nach den neuen Regeln der Mauer ist das Sprühen nicht mehr erlaubt, die Menschen können ihre Botschaften, die mit der Freiheit und der Liebe verbunden sind, nur in den weißen freien Zonen und mit schonenderen Materialien als Sprays hinterlassen, z. B. mit Bleistift, Marker oder Kreide. Kameras und Polizei werden die Mauer überwachen, um sicherzustellen, dass der künstlerische Teil nicht verunstaltet wird.

„To the people of the Czech Republik 30 years ago you won the fight against the Communists. Now Hongkong is fighting against the Chinese tyranny. Please Support Hong Kong“

Bei der Regenschirmbewegung in Hongkong im Jahr 2014 und den Protesten in Hongkong 2019/2020 spielte eine neue Variante von John-Lennon-Mauern – allgemein schlicht als „Lennon Walls“ (‚Lennon-Mauern‘) bezeichnet –, bei der Klebezettel in verschiedenen Farben mit Protestbotschaften beschriftet wurden, eine wichtige Rolle als Protestform.